# 熊本市立楠中学校
熊本市立楠中学校（くまもとしりつ くすのきちゅうがっこう）は、熊本県熊本市北区楠三丁目にある公立中学校。

## 沿革
- 1972年（昭和47年） - 熊本市立竜南中学校、熊本市立桜山中学校、熊本市立東部中学校より分離し開校。
- 1980年（昭和55年） - 熊本市立武蔵中学校を分離。
- 1993年（平成5年） - 熊本市立龍田中学校を分離。

### 歴代校長
- 1972年（昭和47年）- 初代 鶴田英基
- 2006年（平成18年） - 渡辺浩之

## 委員会
- 総務委員会
- 生活委員会
- 学習・文化委員会
- 整美・緑化委員会
- 図書委員会
- 体育委員会
- 保健委員会
- 給食委員会

## クラブ活動

### 運動部
- サッカー部
- 野球部
- 男子バスケットボール部
- 女子バスケットボール部
- 卓球部
- バドミントン部
- 女子バレーボール部
- 男子バレーボール部

### 文化部
- 吹奏楽部
- 美術部
- 放送部

その他にも、陸上・駅伝選抜チームが夏、秋にわたって活動する。

## 著名な出身者
- 板楠忠士（柔道家）
- 植野堀まこと（タレント）
- 朝日健太郎（元全日本バレーボール選手、元ビーチバレー選手。現参議院議員）
- 田中雅興（元プロ野球オリックス・ブルーウェーブ選手。現オリックス球団職員）
- 合志正臣（競輪選手）
- 田中芽衣（モデル）
- 上國料萌衣（アイドルアンジュルムメンバー）

## 周辺
- 熊本県立熊本北高等学校
- 熊本市立楡木小学校 - 道路を挟んで隣接
- 熊本市立楠小学校